# Sopot (Zagrzeb)
Sopot – osiedle mieszkaniowe w Zagrzebiu, stolicy Chorwacji. W 2011 roku liczyło 7428 mieszkańców. Powierzchnia wynosi 44,15 ha. Administracyjnie należy do dzielnicy Novi Zagreb – istok. 
Zarząd osiedla znajduje się przy ulicy Viktora Kovačića 5. Na terenie Sopotu znajduje się także m.in. siedziba parafii Ciała Chrystusa, XII Gimnazjum oraz przedszkole.